# Валлаури, Джанкарло
Джанкарло Валлаури (итал. Giancarlo Vallauri; 19 октября 1882, Рим — 7 мая 1957, Турин) — итальянский инженер, электротехник, математик, адмирал и педагог. Член Папской (1926),  Туринской (1928) и Итальянской (1929) академий наук; трижды номинировался на Нобелевскую премию по физике (1934, 1935, 1941).
Ещё в 1927 году в первом издании «Большой советской энциклопедии» Валлаури был охарактеризован как «выдающийся итал. электротехник», хотя главные его заслуги были еще впереди. Но на беду учёного, пик его активности пришелся на время диктатуры Муссолини и волей-неволей его научные труды лили воду на мельницу Стран «оси», тогда как учёный хотел лишь заниматься любимой наукой. И хотя после Второй мировой войны новые власти пришли к выводу, что сотрудничество с фашистами было исключительно вынужденным, это не могло не нанести учёному репутационных потерь (так, например, его имя навсегда исчезло из всех энциклопедий СССР, хотя его научный вклад вполне сопоставим с вкладом его соотечественника Маркони).

## Биография
Джанкарло Валлаури родился 19 октября 1882 года в городе Риме; старший брат Марио Валлаури (1887—1964). Их отец был выходцем из старинной пьемонтской семьи и переехал в столицу для работы в Министерстве экономики и финансов Италии. Учился сперва в Королевском лицее Джиннасио Умберто I, который окончил в числе лучших, а в 1900 году он поступил в Военно-морскую академию Ливорно, где весь период обучения (по 1903 год) был первым в своем классе, за что был награждён почётной саблей.
В 1906 году он оставил военно-морской флот и поступил в Высшую политехническую школу города Неаполя, где около года изучал электротехнику. Окончив курс в 1907 году Джанкарло Валлаури стал читать лекции в Падуе и Неаполе, а в 1916 году вернулся в Ливорно, где занял кафедру электротехники в альма-матер.
После начала Первой мировой войны Валлаури был мобилизован на Итальянский фронт, где особенно отличился в событиях при архипелаге Палагружа.
В период между 1920 и 1923 годами Радиотелеграфный институт ВМФ (первым директором которого с 1916 по 1926 год был Валлаури) спроектировал и построил в Колтано (в сотрудничестве с Гульельмо Маркони) первый крупный радио-узел в Италии и один из первых подобных в мире. Этот радиотелеграфный центр был одним из самых современных для того времени и, в числе прочих, имел целью обеспечение радиосвязи с Эритреей и Сомали.
С 1923 года Джанкарло Валлаури был профессором электротехники в Пизанском университете, а в 1926 году его призвали в Турин на ту же должность в Политехнический институт, ректором которого он был с 1933 по 1938 год.
В 1926 году он также стал членом Папской академии наук, в 1928 году был принят в Туринскую академию наук, а в 1929 году в Accademia d'Italia.
В 1934 году в Турине Валлаури основал Национальный электротехнический институт Галилео Феррариса и некоторое время руководил им лично.
С 1933 по 1943 год Джанкарло Валлаури стоял во главе коммуникационных компаний Società Idroelettrica Piemonte (SIP) и Ente Italiano per le Audizioni Radiofoniche (EIAR).
В 1936 году ему было присвоено звание капитана ВМФ Италии, в 1938 году контр-адмирала в запасе (за исключительные заслуги) и в 1943 году дивизионного адмирала.
В 1939 году он был назначен на должность вице-президента Итальянской академии.
С 1941 по 1943 год Валлаури был президентом Национального исследовательского совета Италии (CNR).
После окончания Второй мировой войны, очищенный от любых подозрений в совершении военных преступлений, вызванных многочисленными должностями, занимаемыми во время фашистской диктатуры, он был восстановлен в должности профессора университета, а в 1948 году стал членом Национальной академии деи Линчеи.
Джанкарло Валлаури умер 7 мая 1957 года в Турине и был похоронен в городке Сант-Альбано-Стура исторически связанным с семьёй Валлаури.

## Научная деятельность
Наиболее важны исследования Валлаури по ферромагнетизму, подтвердившие существование явления вращающегося магнитного гистерезиса. Он изобрел удвоитель частоты магнитного вычитания. Большое значение имеют теоретические работы Валлаури об электронных лампах и исследование лампового передатчика.
Уравнение Валлаури:
{\displaystyle Di=(DVa+mDVg)/ra}
позволило аналитически определить свойства электронных ламп, которые ранее были построены скорее на основе эмпирических данных.

## Память
В честь Джанкарло Валлаури названы площадь в Риме в районе Гарбателла и проспект в городе Фоссано. Кроме того, именем учёного названы несколько образовательных учреждений Италии, в частности Институт Джанкарло Валлаури в Фоссано.